# Ivan Ljubičić

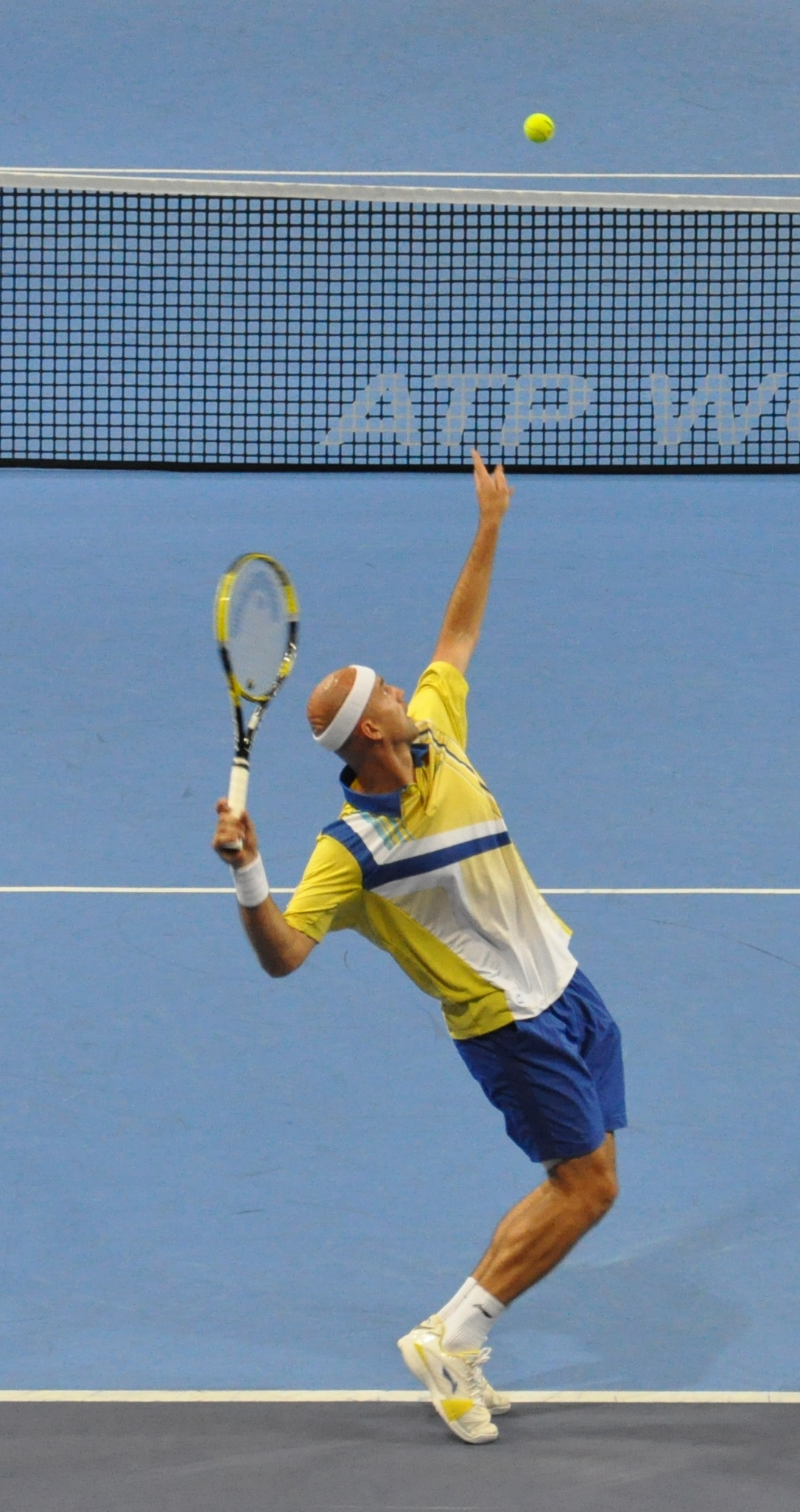
Le service, principal atout de Ljubičić

Ivan Ljubičić, né le 19 mars 1979 à Banja Luka, est un ancien joueur de tennis croate de Bosnie-Herzégovine, professionnel de 1998 à 2012.
Il remporte la Coupe Davis en 2005 en remportant 11 de ses 12 matchs disputés durant l'ensemble de la compétition. Il prend le capitanat de l'équipe temporairement en 2006.
En 2010, il gagne son premier Masters 1000 à Indian Wells à 31 ans après trois finales perdues.
Le 8 mars 2012, il annonce prendre sa retraite à la suite du Masters 1000 de Monte-Carlo. Il rejoint officiellement le staff de préparation de Roger Federer pour la saison 2016.
Son coup fort est le service, capable de dépasser très régulièrement les 200 km/h. Il possède également un très bon revers.

## Jeunesse
Né à Banja Luka en République socialiste de Bosnie-Herzégovine, son père est d'origine croate et sa mère bosniaque. En raison de la guerre, la famille s'exile, passe par la Hongrie, la Slovénie et la Croatie pour finalement rejoindre l'Italie où elle reste trois ans.

## Carrière

### 1998-2004: les débuts
Ivan Ljubicic commence sa carrière professionnelle en 1998. Il participe à son premier tournoi du Grand Chelem en 1999 à l'US Open et y atteint le 2e tour.
En 2001, il remporte son premier tournoi à Lyon. En 2003, il atteint les quarts de finale de l'US Open en double avec son compatriote Mario Ancic. Ils remportent la médaille de bronze ensemble un an plus tard lors des Jeux olympiques d'Athènes. En 2004, Ljubicic atteint la finale du tournoi de Doha et devient vice-président du conseil des joueurs de l'ATP. Il se hisse en demi-finale des Masters de Hambourg et de Madrid. Il termine la saison à la 22e place mondiale.

### 2005: Révélation et victoire en Coupe Davis
Ljubicic réalise un très bon début de saison avec 4 finales en moins de deux mois, toutes perdues (Doha, Marseille, Rotterdam et Dubai), dont trois contre Roger Federer.
Il retrouve la forme en salle où il remporte deux titres consécutifs à Metz et Vienne. Il atteint ensuite la finale des Masters de Madrid et de Bercy où il est à chaque fois battu de justesse en 5 sets, respectivement par Rafael Nadal et Tomas Berdych.
Ces belles performances lui permettent de se qualifier pour le Masters de fin d'année pour la première fois de sa carrière. Après une victoire sur Guillermo Coria, Ljubicic est battu par Federer et David Nalbandian et est sorti dès les poules. Il finit l'année à la 9e place mondiale.
Avec Mario Ancic, Ljubicic est le principal artisan de la victoire de la Croatie en Coupe Davis. Ils battent notamment l'équipe américaine, composée des frères Bryan, d'Andre Agassi et d'Andy Roddick, à Los Angeles au 1er tour. En finale, ils battent la Slovaquie 3-2, malgré la défaite de Ljubicic contre Dominik Hrbaty, sa seule défaite en 12 matchs durant la compétition.

### 2006: Dans le top 5
Ivan Ljubicic entre dans le top 5 en début d'année et y restera jusqu'à la fin de la saison. Il sera même numéro 3 mondial, son meilleur classement, durant quelques mois.
Après une victoire au tournoi de Chennai, le Croate, qui n'a jamais atteint la deuxième semaine en Grand Chelem, se hisse en quart de finale de l'Open d'Australie, battant notamment l'ancien vainqueur Thomas Johansson. Il est sorti en 5 sets par l'inattendu Márcos Baghdatís. Ljubicic continue son beau début de saison avec une victoire chez lui à Zagreb et une finale perdue au Masters de Miami face à Roger Federer.
Profitant d'un tableau particulièrement ouvert, Ivan atteint les demi-finales à Roland-Garros, sa meilleure performance en Grand Chelem. Il y est sèchement battu par le futur vainqueur Rafael Nadal.
Le reste de la saison est moins bon avec tout de même un titre à Vienne et une finale à Bangkok. Il se qualifie une nouvelle fois pour le Masters où il est à nouveau éliminé dès les poules malgré une belle victoire sur Nalbandian. Il finit l'année à la 5e place mondiale. À noter qu'il est élu Président du conseil des joueurs de l'ATP, poste qu'il occupera jusqu'en 2008.

### 2007-2009: La traversée du désert
Ljubicic réalise un bon début de saison 2007 avec un titre à Doha, des finales à Zagreb et Rotterdam et une demi-finale à Miami. Cependant, le Croate déçoit en Grand Chelem : il perd au 1er tour en Australie et au 3e à Paris. Il remporte un autre tournoi à Bois-Le-Duc, son unique titre sur gazon.
En 2008, il ne remporte aucun titre, pour la première fois depuis 2003, et ne dépasse pas les huitièmes de finale en Grand Chelem ni dans les Masters 1000. Il termine la saison à la 45e place mondiale.
En 2009, Ljubicic atteint quatre quarts de finale en Masters 1000 et remporte le tournoi de Lyon. Mais les résultats ne suivent pas en Grand Chelem. Il est 24e mondial à la fin de la saison.

### 2010: L'exploit Indian Wells
Le grand exploit de la carrière en simple d'Ivan Ljubicic reste sa victoire inattendue à Indian Wells en 2010. À 31 ans, le Croate, tête de série numéro 20, sort Novak Djokovic, numéro 3 mondial, en huitièmes de finale et Rafael Nadal, numéro 2, en demi. En finale, il s'impose face à Andy Roddick (7-6, 7-6). Ce trophée, le plus prestigieux de sa carrière, est son dernier. La même année, il atteint la finale à Montpellier, terminant à la 17e place mondiale.

### 2011-2012: La fin
En 2011, Ljubicic brille sur terre battue, avec un quart de finale à Monte-Carlo et un huitième de finale à Roland Garros, où il est à chaque fois battu par Rafael Nadal. Il atteint également la finale du tournoi de Metz.
Il décide de prendre sa retraite en 2012 lors du Masters de Monte-Carlo, où il vit. Pour son dernier match, il est battu au 1er tour par son compatriote Ivan Dodig.

### Entraîneur et manager
Ljubičić dirige avec son ancien entraîneur, Riccardo Piatti, Milos Raonic entre juin 2013 et novembre 2015. En décembre, il devient consultant pour Roger Federer dont il est un ami. Il succède dans le rôle à Stefan Edberg et collabore avec Severin Lüthi.
En décembre 2022, il est recruté par la Fédération française de tennis et devient directeur de la mission appelée « Ambition 2024 ». Il s'occupe du haut niveau des garçons et filles ayant plus de 14 ans, en complément du directeur technique national Nicolas Escudé et des responsables du haut niveau que sont Paul-Henri Mathieu et Pauline Parmentier.
Malgré l'absence de médaille du tennis français aux Jeux Olympiques de Paris 2024, la FFT renouvelle sa confiance envers Ljubičić via un communiqué publié le 27 août 2024, estimant que "la stabilité constitue un facteur clé pour atteindre les objectifs au haut niveau".

## En dehors du tennis
Ljubičić est aussi joueur d'échecs amateur. En 2020, il a affronté le joueur français Maxime Vachier-Lagrave, alors cinquième joueur mondial, lors d'une partie en simultanée, qui s'est achevée par une partie nulle.

## Jeux olympiques
- 2004, Athènes : Ivan remporte la médaille de bronze en doubles messieurs aux côtés de Mario Ančić.

## Coupe Davis
En 2005, associé à Mario Ančić, il a offert à son pays la première Coupe Davis de son histoire, en dominant la Slovaquie en finale à Bratislava (3-2).

## Coupe du monde de tennis par équipe
- 2006 : le 27 mai, associé à Mario Ančić et Ivo Karlović, il a remporté la World Team Cup à Düsseldorf sur terre battue.

## Parcours dans les tournois duGrand Chelem

### En simple
| Année | Open d'Australie | Open d'Australie | Internationaux de France | Internationaux de France | Wimbledon       | Wimbledon     | US Open         | US Open       |
| ----- | ---------------- | ---------------- | ------------------------ | ------------------------ | --------------- | ------------- | --------------- | ------------- |
| 1999  | —                | —                | —                        | —                        | —               | —             | 2e tour (1/32)  | J. van Lottum |
| 2000  | 1er tour (1/64)  | J. Sekulov       | 1er tour (1/64)          | I. Kafelnikov            | 1er tour (1/64) | A. O'Brien    | 1er tour (1/64) | T. Johansson  |
| 2001  | 1er tour (1/64)  | S. Grosjean      | 1er tour (1/64)          | M. Ondruska              | 1er tour (1/64) | R. Schüttler  | 2e tour (1/32)  | M. Safin      |
| 2002  | 3e tour (1/16)   | W. Ferreira      | 1er tour (1/64)          | F. Vicente               | 2e tour (1/32)  | W. Ferreira   | 2e tour (1/32)  | S. Schalken   |
| 2003  | 1er tour (1/64)  | V. Kutsenko      | 3e tour (1/16)           | J. Novák                 | 2e tour (1/32)  | M. Mirnyi     | 2e tour (1/32)  | A. Roddick    |
| 2004  | 2e tour (1/32)   | G. Kuerten       | 2e tour (1/32)           | S. Koubek                | 1er tour (1/64) | W. Ferreira   | 1er tour (1/64) | Lee H-t.      |
| 2005  | 2e tour (1/32)   | M. Baghdatís     | 1er tour (1/64)          | M. Puerta                | 1er tour (1/64) | J. Melzer     | 3e tour (1/16)  | R. Gasquet    |
| 2006  | 1/4 de finale    | M. Baghdatís     | 1/2 finale               | R. Nadal                 | 3e tour (1/16)  | D. Toursounov | 1er tour (1/64) | F. López      |
| 2007  | 1er tour (1/64)  | M. Fish          | 3e tour (1/16)           | F. Volandri              | 3e tour (1/16)  | P.-H. Mathieu | 3e tour (1/16)  | J. I. Chela   |
| 2008  | 1er tour (1/64)  | R. Haase         | 1/8 de finale            | G. Monfils               | 1er tour (1/64) | J. Melzer     | —               | —             |
| 2009  | 2e tour (1/32)   | J.-W. Tsonga     | 1er tour (1/64)          | J. C. Ferrero            | —               | —             | 1er tour (1/64) | N. Djokovic   |
| 2010  | 3e tour (1/16)   | I. Karlović      | 3e tour (1/16)           | T. Bellucci              | 1er tour (1/64) | M. Przysiężny | 1er tour (1/64) | R. Harrison   |
| 2011  | 3e tour (1/16)   | N. Almagro       | 1/8 de finale            | R. Nadal                 | 3e tour (1/16)  | A. Murray     | 2e tour (1/32)  | D. Nalbandian |
| 2012  | 1er tour (1/64)  | L. Lacko         | —                        | —                        | —               | —             | —               | —             |

N.B. : à droite du résultat se trouve le nom de l'ultime adversaire.

### En double
| Année | Open d'Australie                                                                          | Open d'Australie                                                                   | Internationaux de France                                                           | Internationaux de France                                                     | Wimbledon                                                                       | Wimbledon                                                                       | US Open | US Open |
| ----- | ----------------------------------------------------------------------------------------- | ---------------------------------------------------------------------------------- | ---------------------------------------------------------------------------------- | ---------------------------------------------------------------------------- | ------------------------------------------------------------------------------- | ------------------------------------------------------------------------------- | ------- | ------- |
| 2001  | 2e tour (1/16) J. Waite \|\| style="text-align:left;" \| C. Haggard T. Vanhoudt           | —                                                                                  | —                                                                                  | —                                                                            | —                                                                               | —                                                                               | —       |         |
| 2002  | —                                                                                         | —                                                                                  | —                                                                                  | —                                                                            | —                                                                               | —                                                                               | —       | —       |
| 2003  | 1er tour (1/32) C. Brandi \|\| style="text-align:left;" \| I. Kafelnikov R. Štěpánek      | —                                                                                  | —                                                                                  | —                                                                            | —                                                                               | 1/4 de finale M. Ančić \|\| style="text-align:left;" \| B. Bryan M. Bryan       |         |         |
| 2004  | —                                                                                         | —                                                                                  | 1/8 de finale M. Ančić \|\| style="text-align:left;" \| M. Bhupathi M. Mirnyi      | —                                                                            | —                                                                               | 1er tour (1/32) M. Ančić \|\| style="text-align:left;" \| L. Paes D. Rikl       |         |         |
| 2005  | 1er tour (1/32) M. Ančić \|\| style="text-align:left;" \| K. Braasch J. Coetzee           | —                                                                                  | —                                                                                  | 1er tour (1/32) U. Vico \|\| style="text-align:left;" \| V. Hănescu A. Pavel | 2e tour (1/16) M. Ančić \|\| style="text-align:left;" \| M. Bhupathi M. Damm    |                                                                                 |         |         |
| 2006  | —                                                                                         | —                                                                                  | 1/8 de finale U. Vico \|\| style="text-align:left;" \| B. Bryan M. Bryan           | 1er tour (1/32) U. Vico \|\| style="text-align:left;" \| M. García S. Prieto | 1er tour (1/32) U. Vico \|\| style="text-align:left;" \| J. I. Chela N. Massú   |                                                                                 |         |         |
| 2007  | —                                                                                         | —                                                                                  | 1er tour (1/32) D. Bracciali \|\| style="text-align:left;" \| G. Monfils J. Ouanna | 1er tour (1/32) E. Gulbis \|\| style="text-align:left;" \| K. Kim R. Smeets  | 1er tour (1/32) S. Bolelli \|\| style="text-align:left;" \| Lee H-t. T. Parrott |                                                                                 |         |         |
| 2008  | 2e tour (1/16) F. Fognini \|\| style="text-align:left;" \| A. Clément M. Llodra           | 1er tour (1/32) P. Pála \|\| style="text-align:left;" \| S. Lipsky D. Martin       | —                                                                                  | —                                                                            | —                                                                               | —                                                                               |         |         |
| 2009  | 2e tour (1/16) F. Fognini \|\| style="text-align:left;" \| L. Dlouhý L. Paes              | —                                                                                  | —                                                                                  | —                                                                            | —                                                                               | 1/4 de finale M. Llodra \|\| style="text-align:left;" \| M. Bhupathi M. Knowles |         |         |
| 2010  | 1/4 de finale F. González \|\| style="text-align:left;" \| M. Kohlmann J. Nieminen        | —                                                                                  | —                                                                                  | —                                                                            | —                                                                               | —                                                                               | —       |         |
| 2011  | 1er tour (1/32) L. Zovko \|\| style="text-align:left;" \| B. Phau J. Tipsarević           | 1er tour (1/32) I. Kunitsyn \|\| style="text-align:left;" \| M. Llodra N. Zimonjić | —                                                                                  | —                                                                            | —                                                                               | —                                                                               |         |         |
| 2012  | 1er tour (1/32) C.-M. Stebe \|\| style="text-align:left;" \| A.-U.-H. Qureshi J.-J. Rojer | —                                                                                  | —                                                                                  | —                                                                            | —                                                                               | —                                                                               | —       |         |

N.B. : le nom du ou de la partenaire se trouve sous le résultat ; le nom des ultimes adversaires se trouve à droite.

## Parcours auMasters
| Année | Lieu     | Résultat    | Tour | Adversaires                                    | Victoire / Défaite       | Scores                                  |
| ----- | -------- | ----------- | ---- | ---------------------------------------------- | ------------------------ | --------------------------------------- |
| 2005  | Shanghai | Round Robin | RR   | David Nalbandian Roger Federer Guillermo Coria | Défaite Victoire         | 2-6, 2-6 3-6, 6-2, 64-7 6-2, 6-3        |
| 2006  | Shanghai | Round Robin | RR   | Roger Federer David Nalbandian Andy Roddick    | Défaite Victoire Défaite | 62-7, 4-6 5-7, 77-6, 7-5 4-6, 79-6, 1-6 |

## Parcours dans lesMasters 1000
| Année | Indian Wells             | Miami                   | Monte-Carlo                | Rome                      | Hambourg puis Madrid      | Canada                    | Cincinnati               | Stuttgart puis Madrid puis Shanghai | Paris                |
| ----- | ------------------------ | ----------------------- | -------------------------- | ------------------------- | ------------------------- | ------------------------- | ------------------------ | ----------------------------------- | -------------------- |
| 1999  | —                        | —                       | 1/8 de finale F. Mantilla  | —                         | —                         | —                         | 2e tour R. Krajicek      | —                                   | —                    |
| 2000  | —                        | 1er tour G. Cañas       | —                          | —                         | —                         | —                         | —                        | —                                   | —                    |
| 2001  | —                        | 1/4 de finale A. Agassi | 1er tour F. Vicente        | 1er tour G. Kuerten       | —                         | 2e tour T. Haas           | 1/4 de finale L. Hewitt  | —                                   | 2e tour T. Haas      |
| 2002  | 1er tour M. Ríos         | 2e tour A. Voinea       | 1er tour B. Ulihrach       | 1/8 de finale J. Novák    | 1er tour R. Schüttler     | 1er tour T. Johansson     | 2e tour X. Malisse       | 1/8 de finale P. Srichaphan         | 2e tour A. Roddick   |
| 2003  | —                        | 1er tour C. Saulnier    | 1/8 de finale V. Spadea    | 1/4 de finale F. Mantilla | 1er tour A. Roddick       | 1er tour R. Delgado       | 2e tour A. Roddick       | 1er tour W. Ferreira                | —                    |
| 2004  | 1er tour R. Söderling    | 3e tour J. Benneteau    | 1/8 de finale N. Davydenko | 2e tour C. Moyà           | 1/2 finale G. Coria       | 2e tour F. Santoro        | 2e tour C. Moyà          | 1/2 finale D. Nalbandian            | 2e tour M. Safin     |
| 2005  | 1/8 de finale R. Federer | 1/8 de finale R. Nadal  | 1er tour O. Rochus         | 1/8 de finale A. Agassi   | 2e tour C. Rochus         | 1er tour T. Dent          | 1er tour F. Santoro      | Finale R. Nadal                     | Finale T. Berdych    |
| 2006  | 1/4 de finale R. Federer | Finale R. Federer       | 1/4 de finale F. González  | 1er tour D. Hrbatý        | 2e tour J. Acasuso        | 1/8 de finale F. González | 1/4 de finale T. Robredo | 2e tour A. Murray                   | —                    |
| 2007  | 1/4 de finale A. Roddick | 1/2 finale G. Cañas     | 1/8 de finale R. Gasquet   | 2e tour J. Acasuso        | 1/8 de finale D. Ferrer   | 1er tour W. Odesnik       | 2e tour N. Almagro       | 2e tour S. Koubek                   | 2e tour M. Baghdatís |
| 2008  | 1/8 de finale R. Federer | 2e tour F. Santoro      | 2e tour N. Djokovic        | 1er tour S. Darcis        | 2e tour N. Davydenko      | —                         | —                        | —                                   | 2e tour N. Davydenko |
| 2009  | 1/4 de finale A. Murray  | 1er tour Ó. Hernández   | 1/4 de finale R. Nadal     | —                         | 1/4 de finale N. Djokovic | —                         | 2e tour N. Djokovic      | 1/4 de finale R. Nadal              | 2e tour G. Simon     |
| 2010  | Victoire A. Roddick      | 2e tour Be. Becker      | 1/8 de finale D. Ferrer    | 1/8 de finale Forfait     | —                         | —                         | 1er tour D. Nalbandian   | 2e tour N. Djokovic                 | 2e tour S. Wawrinka  |
| 2011  | 2e tour J. M. del Potro  | 1er tour P. Lorenzi     | 1/4 de finale R. Nadal     | 2e tour M. Fish           | 1er tour G. Simon         | —                         | —                        | 1er tour J. Melzer                  | —                    |
| 2012  | —                        | —                       | 1er tour I. Dodig          | —                         | —                         | —                         | —                        | —                                   | —                    |

N.B. : sous le résultat se trouve le nom de l’ultime adversaire.

## Classement ATP en fin de saison

### En simple
| Année | 1996 | 1997 | 1998 | 1999 | 2000 | 2001 | 2002 | 2003 | 2004 | 2005 | 2006 | 2007 | 2008 | 2009 | 2010 | 2011 |
| Rang  | 573  | 287  | 293  | 77   | 91   | 37   | 49   | 42   | 22   | 9    | 5    | 18   | 45   | 24   | 17   | 30   |

Source : (en) Classements de Ivan Ljubičić sur le site officiel de la Fédération internationale de tennis